# Actio Publiciana (Österreich)
Die Actio Publiciana (§ 372 ff ABGB: „Klage aus dem rechtlich vermuteten Eigentum“) ist neben der Besitzstörungsklage eine besitzschützende Klage im österreichischen Sachenrecht. Sie richtet sich auf Herausgabe der Sache oder Unterlassung von Störungen, wobei der Kläger rechtmäßigen, echten und redlichen Besitz, also qualifizierten Besitz, auch genannt „Ersitzungsbesitz“, vorweisen muss.
Die Actio Publiciana erlaubt es also demjenigen, der eine Sache redlich erworben hat und damit qualifiziert besitzt bzw. besessen hat, diese ähnlich wie der Eigentümer einzuklagen. So eignet sie sich z. B. für den Käufer einer Liegenschaft, dessen Eigentumserwerb aufgrund der bisher unterbliebenen Eintragung ins Grundbuch noch nicht erfolgt ist, ebenso wie für den Käufer einer beweglichen Sache, der an ihr derivativ (vom Vormann abgeleitet) nicht Eigentum erwerben konnte. 
Je nach Klagebegehren gibt es zwei Arten der Actio Publiciana:
- Die vindikatorische Form (Entziehung) ist der Eigentumsklage nachgebildet.
- Die negatorische Form (Störung) ist der Actio negatoria nachgebildet.

Die Actio Publiciana weist also sowohl Elemente der Eigentumsklage als auch Elemente der Besitzstörungsklage auf. Im Gegensatz zur Besitzstörungsklage kann der Kläger aber auch nach der 30-tägigen Frist gegen den Entzieher/Störer vorgehen; im Gegensatz zur Eigentumsklage bzw. Actio negatoria hat der Kläger den Vorteil, nicht sein Eigentum beweisen zu müssen (Probatio diabolica). Aufgrund letzterer Eigenschaft der Actio Publiciana bietet sie sich insbesondere auch für den Eigentümer an, da sich dieser somit die Probatio diabolica erspart.
Die Actio Publiciana dringt nicht durch im Falle folgender Einwendungen:
- qualifizierter Besitz des Beklagten: Sind Kläger und Beklagter qualifizierte Besitzer, also Ersitzungsbesitzer, so obsiegt der nach den Regeln der §§ 373 und 374 ABGB besser qualifizierte:
  - Schlechter qualifiziert ist, wer keinen oder nur einen verdächtigen Vormann angeben kann.
  - Schlechter qualifiziert ist, wer die Sache unentgeltlich erhalten hat, wohingegen sein Prozessgegner sie entgeltlich erhalten hat.
  - Sind trotz Anwendung dieser Regelungen die Gegner immer noch gleich gut qualifiziert, so obsiegt der Inhaber („beatus possidens“).
- Recht zum Besitz: So kann z. B. der Mieter, der aufgrund des Mietvertrages ein Recht zum Besitz hat, nicht auf Herausgabe (Räumung) geklagt werden.
- Eigentum: Kann der Beklagte sein Eigentum beweisen, obsiegt er.

## Deutsches Recht
Obschon Inhalt und Sinn des § 1007 BGB vollkommen streitig sind und man sich kaum auf einige Grundlagen geeinigt hat, kann der petitorische Anspruch aus § 1007 BGB durchaus als Positivierung der Actio publiciana verstanden werden, wiewohl aus § 1007 BGB der vormalige gutgläubige Besitzer nur Herausgabe verlangen kann. Unterlassung von anderen Besitzstörungen als dem Entzug kann unabhängig von einem Recht zum Besitz mit den possessorischen Ansprüchen aus § 861 und § 862 BGB verlangt werden. Der Anspruch aus § 1007 BGB ist neben dem Herausgabeanspruch aus dem Eigentum (§ 985 BGB) in der Rechtspraxis unbedeutend, da § 1006 BGB umfassende Vermutungsregeln für das Eigentum aus dem Besitz aufstellt.